# Charltoniada
Charltoniada é um gênero de mariposa pertencente à família Crambidae.